# A Place Called Bad
A Place Called Bad är The Black Leagues fjärde studioalbum, utgivet 2005 av Wolfgang Records. En musikvideo gjordes till låten "Same Ol' Fuckery".

## Låtlista
1. "Same Ol Fuckery" — 2:35
2. "Ball 'n' Chain Woman" — 3:16
3. "Bury Yer Brother" — 3:41
4. "Runnin' Lo' On Fumes" — 4:10
5. "Marked Man" — 2:19
6. "Altamont Man" — 3:55
7. "Bastard's Degree" — 4:03
8. "Another Place Called Bad" — 3:20
9. "Heroes And Outlaws" — 4:46
10. "Watch Dog" — 4:18

Låttexterna är skrivna av Taneli Jarva.

## Medverkande
- Taneli Jarva — Sång
- Rale Tiiainen — Trummor
- Maike Valanne — Gitarr och sång
- Heavy Hiltunen — Gitarr
- Ilkka Tanska — Elbas